# Rue Perdonnet
La rue Perdonnet est une voie du 10e arrondissement de Paris, en France.

## Situation et accès
La rue Perdonnet est orientée globalement nord-est/sud-ouest, dans le 10e arrondissement de Paris. Elle débute au sud-ouest au niveau des 214, rue du Faubourg-Saint-Denis et 24, rue Cail, et se termine 196 m plus loin au nord-est au niveau des 21, boulevard de la Chapelle et 33, rue Philippe-de-Girard.
Outre ces voies, la rue Perdonnet est traversée entre les nos 13 et 15, et 16 et 18 par la rue Louis-Blanc.

## Origine du nom

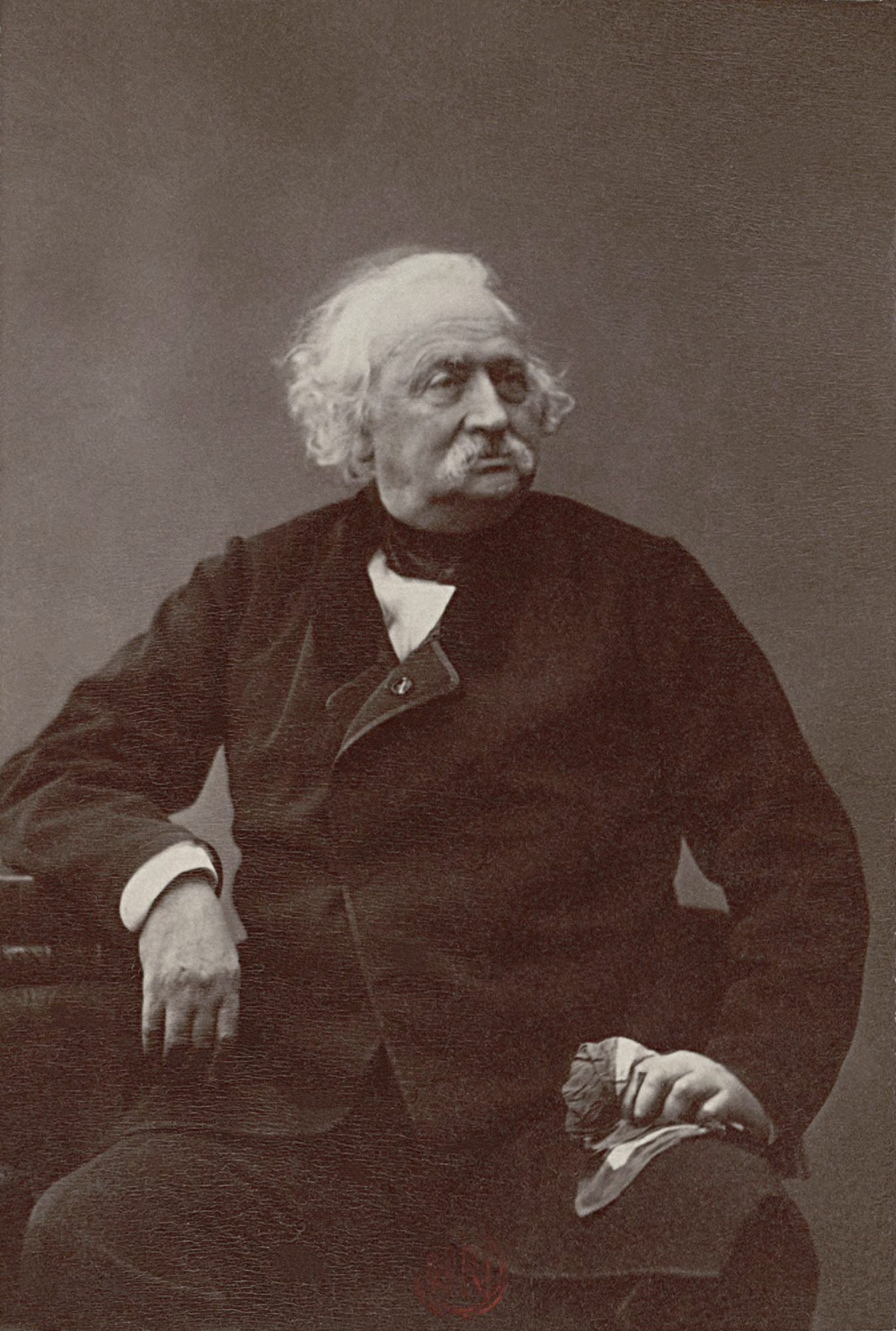
Auguste Perdonnet.

Cette voie porte le nom de l'ingénieur français Auguste Perdonnet, spécialisé dans les chemins de fer, décédé l'année précédant l'attribution de l'odonyme. Le nom a été affecté à cette rue du fait de sa proximité avec les voies de la gare du Nord.

## Historique
La rue Perdonnet est ouverte le 17 septembre 1866 en partie à l'emplacement de la rue des Fossés-Saint-Martin, voie qui reliait la rue Philippe-de-Girard et la rue du Faubourg-Saint-Denis,.
Elle porte son nom actuel depuis le 10 août 1868.

## Bâtiments remarquables et lieux de mémoire
- No 2 (et 24, rue Cail) : immeuble d'angle, dont le rez-de-chaussée conserve la devanture d'une ancienne boucherie,  Inscrit MH (1984)[3].

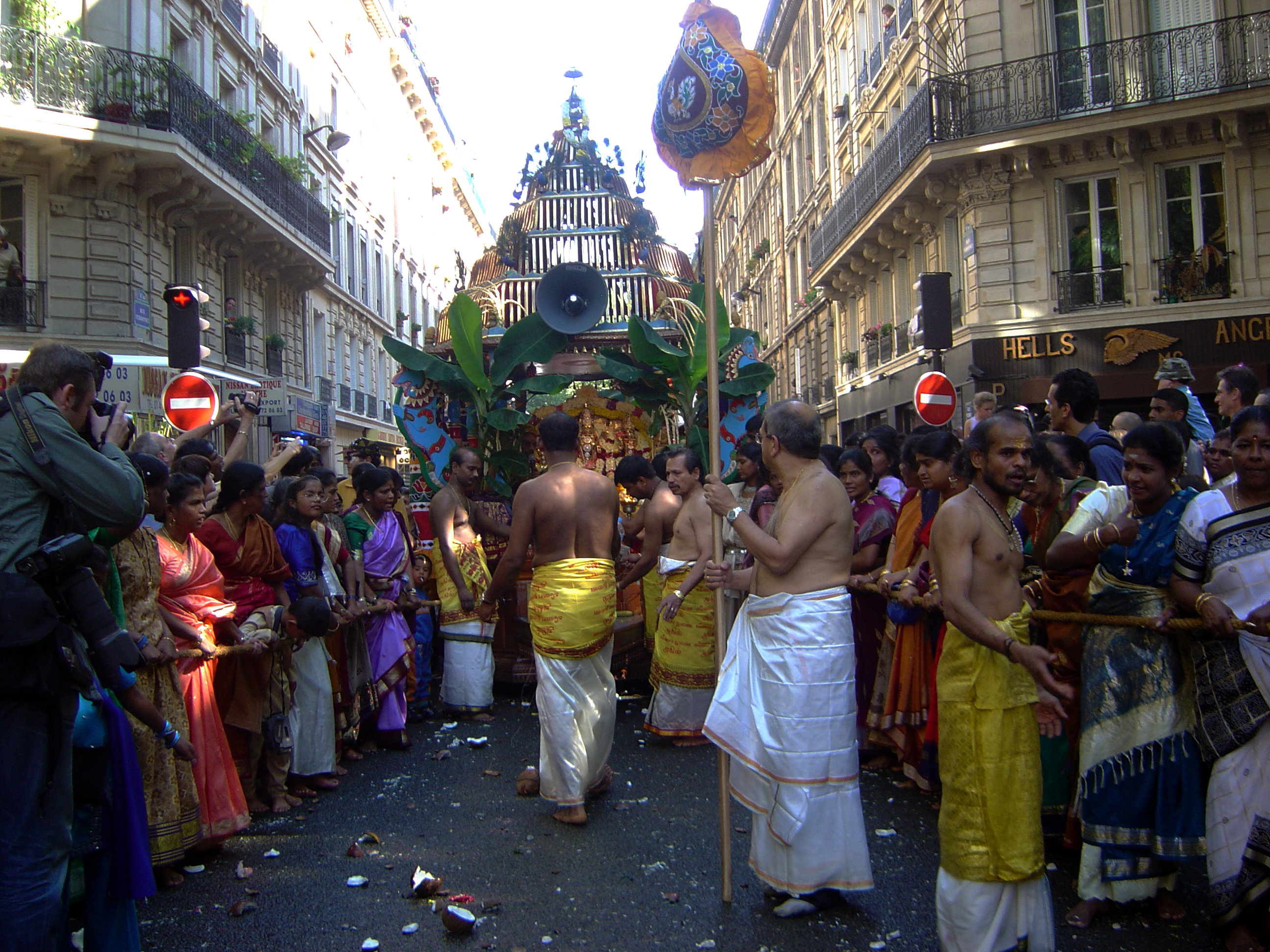
Célébration de Ganesh.
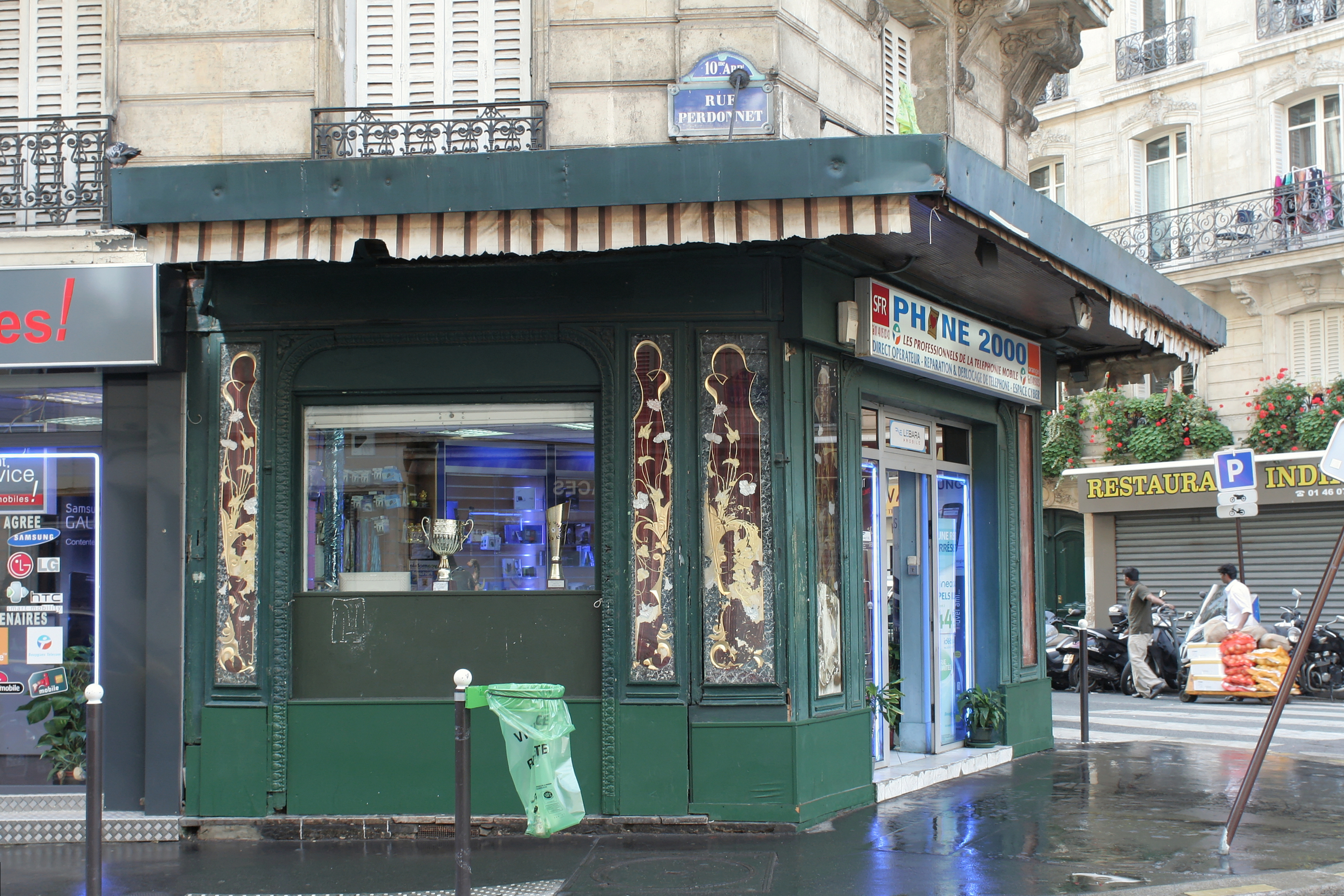
Ancienne devanture de boucherie, angle Perdonnet/Cail.